# 1665
Cette page concerne l'année 1665  du calendrier grégorien.
L'année 1665 est une année commune qui commence un jeudi.
Elle fait partie du petit âge glaciaire.

## Événements
- 9 janvier, Viêt Nam : édit proscrivant le christianisme et mise à mort des chrétiens de Faifo (30 janvier)[1].

- 20 mars : Tegh Bahadur devient chef religieux des Sikhs. Il résiste à l'oppression moghole[2].

- 31 mai : le prédicateur cabaliste Shabbetaï Zevi se proclame Messie à Gaza[3].

- 22 juin : Shivâjî Bhonsla signe le traité de paix de Purandhar avec Aurangzeb[4].
- 24 juin : le duc de Beaufort bat les pirates barbaresques de Tunis et d'Alger au combat naval de la Goulette[5].

- 9 juillet : arrivée du navire « Le Taureau » emportant à son bord les 20 premiers colons français de l'île Bourbon[6].
- 4 août-12 octobre : les missionnaires chrétiens Louis Chevreuil et Antoine Hainques partent du Siam pour le Champa et la Cochinchine[7].
- 5 août : l'île Bourbon accueille son premier gouverneur, Étienne Regnault, agent de la Compagnie des Indes[8].
- 24 août : victoire navale du duc de Beaufort sur les Barbaresques à la bataille de Cherchell[5].

- 29 octobre : les Portugais défont l'Empire Kongo à la bataille d'Ambuila[9].
  - Le manicongo Antoine Ier se dresse contre les Portugais à qui il refuse les droits de prospection minière accordés par son père Garcia II. Il est tué à la bataille d'Ambuila, qui sonne le glas de la puissance du Royaume du Congo. Les Portugais rendent un hommage posthume au souverain vaincu en emportant sa tête à Luanda et en lui faisant construire un mausolée, mais laissent le royaume du Congo morcelé. La guerre civile éclate entre deux branches de la dynastie des Manicongo, les Mpanzu et les Nlaza, jusqu'en 1696. La capitale est en ruine (1678).
- 30 décembre : Shabbetaï Zevi s'embarque à Smyrne pour aller à Constantinople, où le sultan le fait arrêter, inquiet devant les mouvements populaires qu'il déchaîne (8 février 1666)[10].

- Sengge, qui a succédé à son père Erdeni Batur en 1653, s'impose comme khan de Dzoungarie (fin en 1671). Le khanat oïrat se consolide économiquement et politiquement[11].

### Amérique
- Février : rébellions des Français des îles du Vent contre la compagnie française des Indes Occidentales[12]. Les meneurs, dont un certain Rodomon, sont condamnés le 30[13].
- 23 mars : Daniel de Rémy de Courcelles est nommé gouverneur de la Nouvelle-France par le roi de France. Jean Talon est nommé intendant (1665-1668 et 1670-1672), envoyé par Colbert pour organiser l'administration (justice, police et finance) et mettre en valeur les richesses économiques[14]. Les deux hommes arrivent au Québec le 12 septembre.
- 13 avril : ordonnance de Monsieur de Clodoré, gouverneur de la Martinique, qui accorde une récompense à tous ceux qui ramèneraient des esclaves fugitif. Les autorités françaises mentionnent pour la première fois le marronnage à la Martinique, où Francisque Fabulé, chef d'une bande de 4 à 500 fugitifs, se livre à des pillages. Fabulé se livre au bout de six mois et Clodoré lui accorde la liberté à condition qu'il l'aide dans sa lutte contre le marronnage. Il s'enfuit après le départ de Clodoré avant d'être repris et condamné aux galères en 1671[15].
- 11 mai : fusion entre les colonies de New Haven et du Connecticut[16].
- 6 juin : Bertrand d'Ogeron, gouverneur de la compagnie française des Indes prend possession de l'île de la Tortue[17]. Il s'efforce d'étendre son autorité sur les flibustiers et boucaniers de l'ouest de Saint-Domingue.
- 19 juin : les premières compagnies du régiment de Carignan-Salières, de mille trois cents hommes, arrivent à Québec avec mission d'envahir l'Iroquoisie[18]. La paix assurée avec les Iroquois (1667), on licencie le régiment et le roi fait comprendre aux officiers qu'il veut les voir s'établir en Nouvelle-France.

### Europe
- 5 janvier : le prince palatin de Hongrie Ferenc Wesselényi condamne la Paix de Vasvár à la diète[19]. Début de la conjuration des magnats hongrois, menée par Wesselényi et le primat Lippai. Elle cherche vainement des alliances auprès de la France, voire de la Porte elle-même, et envisage une insurrection nobiliaire (fin en mars 1670).
- 15 février : bulle Regimini apostolici. Le pape Alexandre VII impose le formulaire antijanséniste[20].
- 4 mars : deuxième guerre anglo-néerlandaise. L'Angleterre déclare la guerre aux Provinces-Unies (fin en 1667)[21].
- 12 avril : première victime officielle de l'épidémie de peste qui fait au moins 70 000 morts à Londres et dure jusqu'en 1666[22].

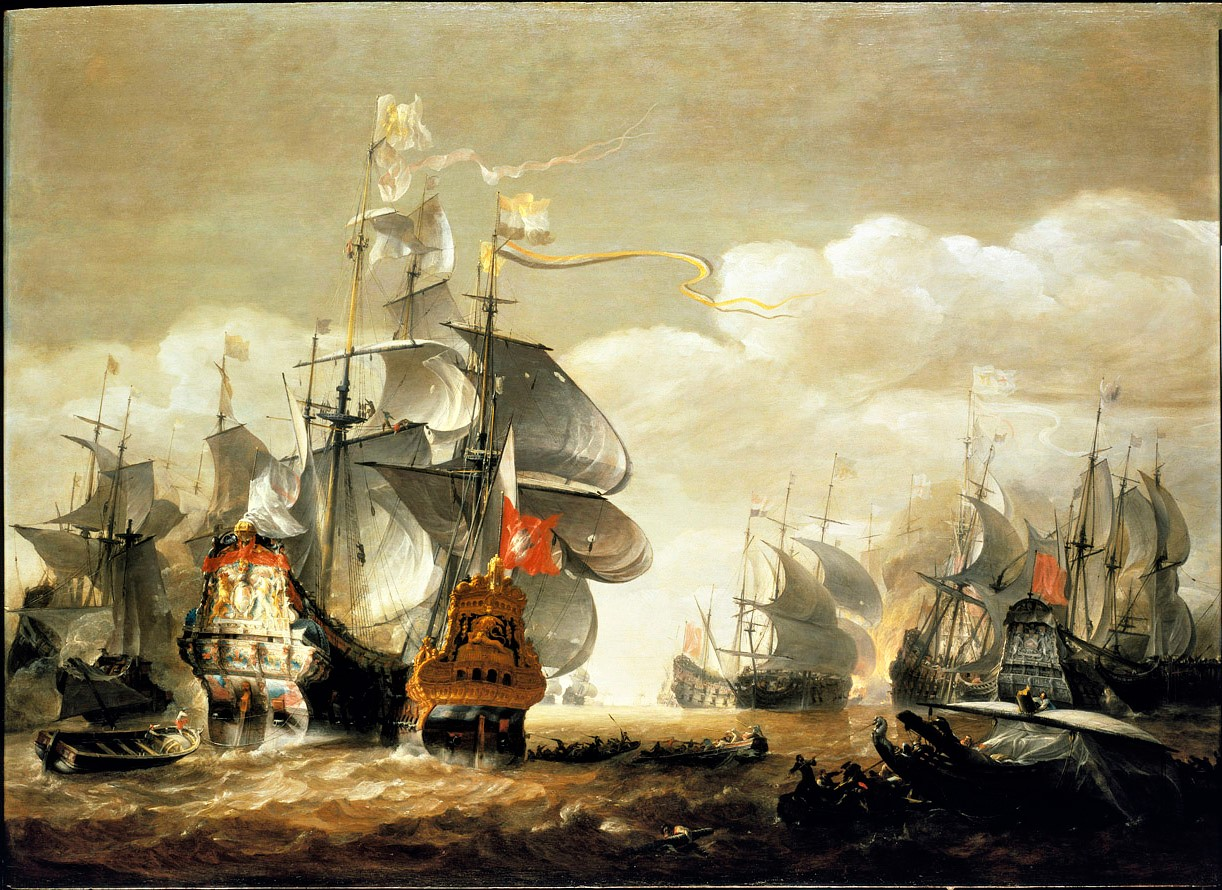
13 juin : bataille de Lowestoft.

- 13 juin : victoire navale anglaise du duc d'York à la bataille de Lowestoft sur les Pays-Bas[21].
- 17 juin : victoire des Portugais alliés aux Anglais à la bataille de Villaviciosa sur les Espagnols, assurant l'indépendance du Portugal[23].
- 15 juin (ou le 25) : extinction de la branche des Habsbourg du Tyrol à la mort de l'archiduc Sigismond-François[24]. Léopold Ier en hérite et donne une large autonomie administrative à Innsbruck.
- 29 juin : autodafé à Cordoue[25].
- 13 août : victoire navale hollandaise et norvégienne sur les Anglais à la bataille de Vågen[26].

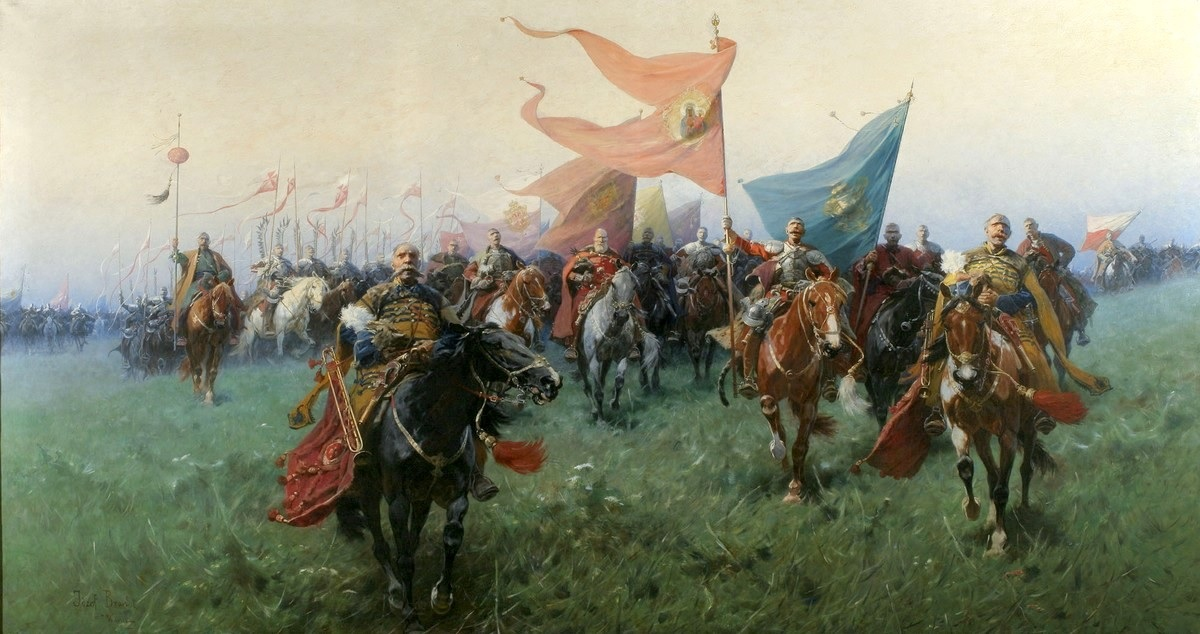
4 septembre : bataille de Częstochowa

- 4 septembre, Pologne : défaite des troupes royales polonaises face aux confédérés près de Częstochowa[27].

- 17 septembre : début du règne de Charles II, roi d'Espagne et des Deux-Siciles (fin en 1700)[23]. Régence de Marie-Anne d'Autriche, mère de Charles II qui se heurte à l'ambition du populaire don Juan d'Autriche, bâtard de Philippe IV d'Espagne. Ses ministres, le jésuite allemand Johann Eberhard Nithard (1665-1673) puis l'aventurier Fernando de Valenzuela (1673-1677) seront successivement chassés du pouvoir par don Juan.

- 31 octobre : Five Miles Act en Angleterre[28] ; interdiction à tous les pasteurs « dissidents » (Dissenters) de s'installer à moins de cinq miles de leur ancienne paroisse.

- 7 novembre : l'armée royale polonaise rencontre les insurgés dirigés par l'hetman Georges Lubomirski près de Thorn[29]. Un armistice est signé.
- 14 novembre : loi royale au Danemark (Kongeloven)[30]. Frédéric III de Danemark établit la monarchie héréditaire et absolue. La noblesse perd ses privilèges fiscaux et tous les sujets (sauf les paysans) deviennent égaux devant la loi. Tenue secrète jusqu'à l'avènement de Christian V de Danemark, cette Constitution restera en vigueur jusqu'en 1849.
- 27 novembre : victoire navale de l'ordre de Saint-Jean de Jérusalem sur les Ottomans à la bataille de Porto Delphino[31].

- Peder Griffenfeld (1635-1699) devient secrétaire de la Chambre du roi au Danemark[32].

- Russie : le transfuge blanc-russien Siméon de Polotsk fonde une école au monastère Zaikonospasski (en), où les jeunes commis des Affaires étrangères s'initient aux connaissances profanes requises par leur métier[33]. En 1672, Siméon deviendra précepteur des tsarévitchs Alexis et Fédor et de leur sœur Sophie. Poète et dramaturge de la cour, il est le parfait représentant de l'école de Kiev.

## Naissances en 1665
- 6 février : Anne, reine d'Angleterre († 1er août 1714).
- 12 février : Rudolf Jakob Camerarius, botaniste et médecin allemand († 11 septembre 1721).
- 14 mars : Giuseppe Maria Crespi, peintre italien († 16 juillet 1747).
- 17 mars : Élisabeth Jacquet de la Guerre, compositrice et claveciniste française († 27 juin 1729).
- 12 mai :
  - Albertus Seba, zoologiste et pharmacien hollandais († 2 mai 1736).
  - Magnus Stenbock, Feld-maréchal suédois († 23 février 1717).
- 24 juin, William Cowper, homme politique anglais puis britannique († 10 octobre 1723).
- 21 août : Giacomo Filippo Maraldi, mathématicien et astronome franco-italien († 1er décembre 1729).
- 22 décembre : Tommaso Redi, peintre italien de la période baroque tardive († 10 octobre 1726).
- 25 décembre : Grizel Baillie, poétesse, compositrice et chroniqueuse écossaise († 6 décembre 1746).
- ? décembre : Nicolaus Bruhns, compositeur danois († 29 mars 1697).
- Date précise inconnue :
  - Giovanni Battista Resoaggi, peintre baroque italien de l'école génoise († 1729).
  - Johan Richter, peintre de vedute né à Stockholm et mort à Venise († 1745).
  - Pieter van der Werff, peintre néerlandais († 26 septembre 1722).
- Vers 1665 :
- Adriaen Coorte, peintre hollandais († 1707).

## Décès en 1665
- 12 janvier : Pierre de Fermat, mathématicien français.

- 2 mars : André Lefèvre d'Ormesson, homme d'État et magistrat français (° 1577).

- 21 mai : María de Ágreda, religieuse cordelière visionnaire espagnole (° 1602).
- 31 mai : Pieter Jansz Saenredam, peintre hollandais (° 9 juin 1597).

- 14 juillet : Abel Brunier, médecin et botaniste français (° 22 décembre 1572).
- 18 juillet : Stefan Czarniecki, général polonais (° 1599).
- 27 juillet : Francesco Cairo, peintre italien (° 26 septembre 1607).

- 14 août : Charles II de Mantoue, noble franco-italien, duc de Mayenne, de Nevers, de Rethel, de Mantoue et de Montferrat (° 31 octobre 1629).
- 17 septembre : Philippe IV, roi des Espagnes et des Indes (° 8 avril 1605).

- 22 octobre : César de Vendôme, batard légitimé d'Henri IV et Gabrielle d'Estrées (° 7 juin 1594).

- 19 novembre : Nicolas Poussin, peintre classique français (° 15 juin 1594).

- 2 décembre : Catherine de Vivonne, marquise de Rambouillet (° 1588).

- Date non précisée :
  - Andreas Cellarius, mathématicien et cartographe néerlando-allemand (° v. 1596).